# Варенец

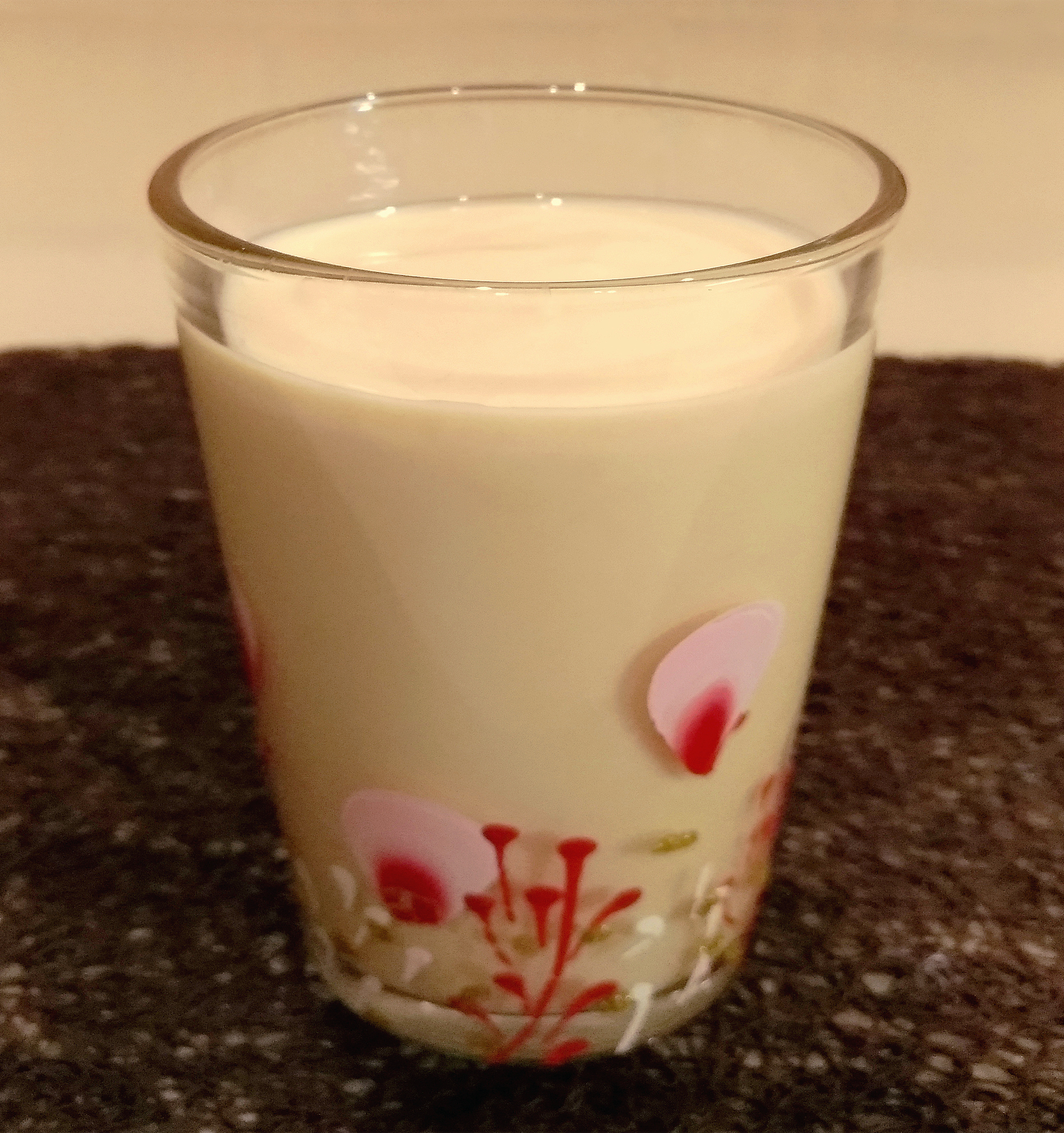
Варенец

Варене́ц — кисломолочный напиток, приготовляемый из коровьего выпаренного топлёного молока, с использованием в качестве закваски сметаны. При промышленном производстве для закваски применяют термофильные молочнокислые стрептококки.
Топлёное молоко приготавливается медленным вытапливанием (выпариванием) молока так, чтобы оно убавилось минимум на треть своего объёма и приобрело красноватый оттенок. Затем топлёное молоко заправляется (заквашивается) сметаной (из расчёта 200 г на литр) и выдерживается в закрытом виде 3—4 часа в тёплом помещении.
На Урале и в Сибири варенцом называли топлёное молоко, заправленное не сметаной, а сливками. Такой варенец подавался к чаю.